# Grabowiec (osada leśna w powiecie bielskim)
Grabowiec – osada leśna w Polsce położona w województwie podlaskim, w powiecie bielskim, w gminie Bielsk Podlaski. 
W latach 1975–1998 miejscowość należała administracyjnie do województwa białostockiego.
W osadzie znajduje się szkółka leśna o powierzchni 69 ha. Na terenie szkółki znajduje się ścieżka edukacyjna.